# Ким Джон Нам
Ким Джон Нам (кор. 김정남, род. 28 января 1943, Сеул, Японская империя) — южнокорейский футболист, игравший на позиции защитника. После завершения игровой карьеры — тренер. Победитель Азиатских игр 1970 года, как игрок. Серебряный призёр чемпионата Азии 1980 года, как тренер.
Выступал, в частности, за национальную сборную Южной Кореи, с которой впоследствии работал тренером.

## Карьера игрока
Родился 28 января 1943 года. С середины 1960-х до середины 1970-х играл за ряд южнокорейских клубов.
В 1965 году дебютировал в официальных матчах в составе национальной сборной Южной Кореи. В течение карьеры в национальной команде, которая длилась 9 лет, провел в форме главной команды страны 59 матчей. Был участником футбольного турнира на Олимпийских играх 1964 года в Токио.

## Тренерская карьера
В 1975 году, завершив игровую карьеру, вошел в тренерский штаб сборной Южной Кореи. Через два года, в 1977, впервые возглавлял национальную команду. А в 1980 году пришел на должность главного тренера национальной команды уже на два года. Руководил её действиями на кубке Азии 1980 года в Кувейте, где корейцы дошли до финала, в котором неожиданно уступили хозяевам турнира.
В 1985 году получил первый опыт самостоятельной клубной работы, возглавив на семь лет команду «Юкон Коккири». Параллельно в течение 1985—1986 годов снова был главным тренером южнокорейской сборной, готовя её к финальной части чемпионата мира 1986 года в Мексике. На мировом первенстве возглавляемая им команда смогла занести в свой актив лишь ничью 1:1 в игре против сборной Болгарии и, проиграв оставшиеся два матча группового этапа (против сборных Аргентины и Италии), в стадию плей-офф не пробилась.
Последний раз возвращался на тренерский мостик сборной в 1988 году, чтобы руководить её действиями на футбольном турнире в рамках домашних для корейцев Олимпийских игр, где, впрочем, команда также не смогла преодолеть групповой этап.
После длительного перерыва в тренерской работе в течение 1998—1999 годов работал в Китае, где возглавлял команды «Шаньдун Лунен» и «Циндао Чжуннэн».
А последним местом его тренерской работы был клуб «Ульсан Хендэ», главным тренером команды которого Ким Джон Нам был с 2000 по 2008 год.

## Титулы и достижения
Игрока
- Победитель Азиатских игр: 1970,

Тренера
- Серебряный призёр Кубка Азии: 1980,
- Победитель Азиатских игр: 1986,